# Alain Jaspard
 (février 2021).
Si vous disposez d'ouvrages ou d'articles de référence ou si vous connaissez des sites web de qualité traitant du thème abordé ici, merci de compléter l'article en donnant les références utiles à sa vérifiabilité et en les liant à la section « Notes et références ».
Alain Jaspard, né le 1er septembre 1940 à Marseille, est un producteur, réalisateur et romancier français.

## Biographie
Alain Jaspard naît le 1er septembre 1940 à Marseille où s’étaient réfugiés ses parents pendant l’occupation.
Son père, René Jaspard, assistant dans les années trente de Gaston Gallimard, avait à ce titre négocié les droits d’auteur de Madame Bovary avec les ayants droit de Flaubert. Gaston Gallimard avait en effet monté une société de production de films afin principalement de permettre à sa maîtresse, Valentine Tessier, de devenir actrice de cinéma. Le film fut tourné par Jean Renoir, mais n’obtint aucun succès. René Jaspard quitta à cette occasion Gaston Gallimard et travailla comme directeur de production au côté de Renoir puis comme producteur délégué avec Pierre Billon, Henri Calef, Jean Cocteau, etc. Engagé dans la Résistance à Marseille dans le réseau d’Edmonde Charles-Roux, puis dans le réseau de Toulouse, il fut chevalier de la Légion d'honneur.
Sa mère, Madeleine Gérôme, est la petite nièce du peintre Jean-Léon Gérôme et la filleule et nièce du commandant Marcel Gérôme, chef du maquis d'Aspremont, tué par les Allemands à Nice, en mai 1944. Comédienne, elle joua dans les films de Jacques Deval, Jean Dréville, André Cayatte, Gilles Grangier, Georges Lacombe et Noël-Noël et s’engagea pendant la guerre dans la Résistance au côté de son mari.

## Vie privée
D’un premier mariage avec Jacqueline Priasco, naît en 1965 Vincent Jaspard, ancien élève de la rue Blanche, comédien et professeur d’art dramatique au conservatoire des Pays de Loire.
D’un second lit avec Laurence Meng, gynécologue, naissent Marie Jaspard, en 1982, médecin interniste et infectiologue, engagée auprès de Médecins sans frontières ; et Pierre Jaspard, en 1985, producteur de films publicitaires et cofondateur de la société de production Starloo Média.

## Œuvre

### Cinéma et télévision

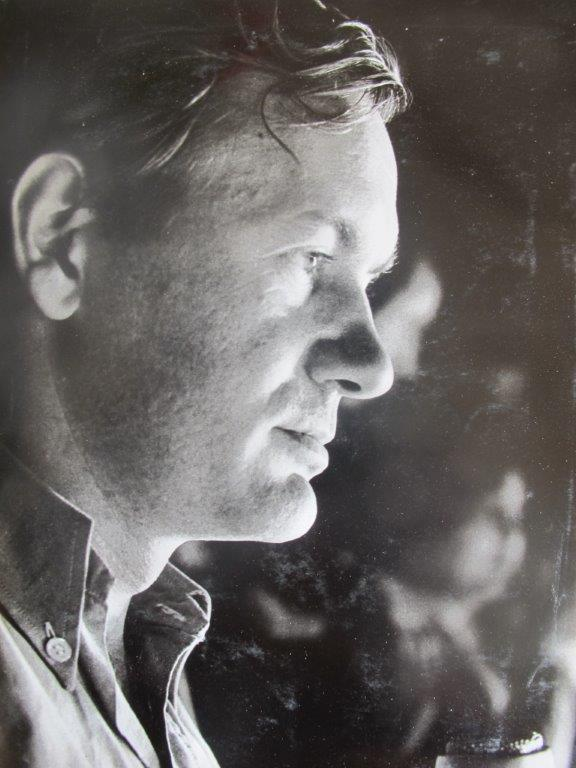
Alain Jaspard.

#### Assistant-réalisateur de longs-métrages
- Gilles Grangier : Les Vieux de la vieille, avec Noël-Noël, Pierre Fresnay et Jean Gabin (qui le fera intégrer à son équipe de techniciens « préférés »)
- Pierre Kast : La Morte-saison des amours
- Alex Joffé : Fortunat, avec Bourvil, Michèle Morgan et Frédéric Mitterrand (alors âgé de douze ans)
- Henri Verneuil : Le Président, avec Jean Gabin et Bernard Blier

Absent pendant deux ans (mars 1961-décembre 1962) pour cause de service militaire en Algérie avec le grade de sous-lieutenant de chasseurs alpins, il devient réalisateur de films d’entreprise puis de films publicitaires jusqu’en 1978.

#### Réalisateur
- 1978 : La Frisée aux lardons, avec Bernadette Lafont, Michel Aumont et Bernard Menez.
- 1978 : Les Givrés

Entre 1979 et 1989, il écrit et réalise des magazines et des reportages, en Afrique principalement mais aussi en Asie. 
- Laurence, médecin de brousse, avec sa compagne dans le rôle éponyme, pour Antenne 2.

À partir de 1989, il écrit, réalise et/ou produit des séries de films d’animation pour la télévision avec Gilles Gay.
- Kimboo, 48 épisodes de 5 minutes pour Canal J et FR3 : producteur et auteur (réalisation Gilles Gay).
- Léa et Gaspard, 26 épisodes de 5 minutes pour Canal Plus, FR3 et la RTQ (Radio télévision québécoise) : réalisateur (et coauteur avec Gilles Gay).
- Les Contes de la rue Broca, 26 épisodes de 13 minutes pour Canal J et FR3 : d’après Pierre Gripari, adaptation de Gilles Gay, en coréalisation avec Claude Allix.
- Le Troupeau, 26 minutes pour France 2 : auteur.
- La Sorcière Camomille, 52 épisodes de 5 minutes pour FR3 et la TVE (télévision espagnole), adaptation de l’œuvre de Roser Capdevila : coauteur et réalisateur.
- Tom-Tom et Nana, 52 épisodes pour FR3 d’après les histoires de Tom-tom et Nana, dans la collection « J’aime lire » (Bayard presse) : adaptation et réalisation.
- Le Prince de Motordu, spécial 52 minutes pour France 3, d’après Pef, adaptation de Gilles Gay : réalisateur.
- Le Prince et le pauvre, spécial 26 minutes pour FR3, d’après Marc Twain : adaptation, dialogues et réalisation.
- Le Proverbe, spécial 26 minutes, d’après Marcel Aymé pour FR3 : adaptation, dialogue et réalisation.

### Théâtre et chansons
En 1992, il écrit et produit pour le théâtre une pièce pour la jeunesse, Auguste et Chambre à Air au pays des piranhas, jouée au théâtre Le Trianon de septembre à décembre 1992.
Il écrit les paroles de chansons pour Manu Dibango (musiques de films et la chanson Négriers, ed. Virgin Music).

### Littérature
Aux éditions Héloïse d'Ormesson :
- 2018 : Pleurer des rivières (roman)  (ISBN 978-2-3508-7474-6)
- 2020 : Les bleus étaient verts (roman)

## Filmographie
- 1979 : La Frisée aux lardons
- 1979 : Les Givrés

## Récompenses

### Œuvres Audiovisuelles
- L’Enfant sourd, prix des Entretiens de Bichat, 1971
- Joseph Boyaval, mineur de fond, prix du festival de Biarritz, 1972
- Cochons noirs, cochons blancs, théâtre, prix de la Fondation Beaumarchais (SACD)
- La Fille du traître, lauréat de la fondation CIC pour le théâtre
- La Fille à dessous, prix du jury, prix de la Sacem, festival Textes à chanter, Nantes.
- Tom-tom et Nana et Les Contes de la rue Broca, lauréat du prix de la Francophonie du Sénat.
- Sélections au festival d’Annecy : Tom-tom et Nana, La Sorcière Camomille, Les Contes de la rue Broca.

### Littérature
- Pleurer des rivières, prix Révélation, Société des gens de lettres (L.Dubreuil), 2018
- Pleurer des rivières, prix des lecteurs, Notre temps, 2019[2]